# Lussivolutopsius ochotensis
Lussivolutopsius ochotensis is een slakkensoort uit de familie van de Buccinidae. De wetenschappelijke naam van de soort is voor het eerst geldig gepubliceerd in 1986 door Kantor.